# Hạng Lương
Hạng Lương (?-208 TCN) là tướng khởi nghĩa chống nhà Tần trong lịch sử Trung Quốc.

## Tiểu sử
Hạng Lương người đất Hạ Tương, là con của danh tướng Hạng Yên thời Chiến Quốc và là chú của Tây Sở Bá vương Hạng Vũ.
Họ Hạng đời đời làm tướng nước Sở, được phong đất ở Hạng cho nên lấy họ là họ Hạng. Theo Sử ký, Hạng ban đầu là đất nhà Chu phong cho họ Cật, sau bị nước Lỗ diệt. Năm 249 TCN, Sở diệt Lỗ, lấy đất Hạng phong cho tổ tiên của Hạng Yên, từ đó tổ tiên Hạng Lương gắn bó với đất Hạng và nước Lỗ sau này cũng chung thủy với Hạng Vũ.

## Mất nước tha hương
Cha Hạng Tịch mất sớm nên Hạng Lương nuôi dạy Hạng Tịch như con. Năm 225 TCN, tướng Tần là Lý Tín mang 20 vạn quân tấn công nước Sở, cha Hạng Lương là Hạng Yên mang quân ra cự, đánh tan quân Lý Tín. Tín bị cách chức. Tần vương Chính bèn theo lời Vương Tiễn, huy động 60 vạn quân, cho Tiễn làm tướng đi đánh Sở. Trước quân Tần đông đảo, mạnh mẽ và viên tướng lão luyện, Hạng Yên không chống nổi. Sau khi 2 vua Sở lần lượt bị bắt (Phụ Sô) và bị tử trận (Xương Bình quân), Hạng Yên tự vẫn. Nước Sở mất.
Cha mất, nước mất, Hạng Lương mang cháu bỏ trốn. Không lâu sau, Tần vương Chính thống nhất toàn Trung Hoa, lên ngôi hoàng đế, tức là Tần Thủy Hoàng.
Sự tàn bạo của Tần Thủy Hoàng khiến các sĩ tộc, con em dòng dõi các nước chư hầu và cả nhân dân đều căm hờn, mong có ngày nổi dậy phục quốc.
Hạng Lương có lần phạm tội và bị bắt ở Lịch Dương. Ông nhờ quan coi ngục ở đất Kỳ là Tào Cữu viết thư cho Tư Mã Hân làm quan coi ngục ở Lịch Dương, nhờ vậy mà việc này thu xếp xong.
Hạng Lương có lần giết người, để tránh báo thù, ông mang Hạng Vũ bỏ trốn đến đất Ngô Trung.

## Giết thái thú khởi nghĩa
Yên ổn ở đất Ngô Trung, Hạng Lương ngày đêm lo tính việc chiêu hiền đãi sĩ để tạo vây cánh. Các kẻ hiền sĩ và đại phu ở đất Ngô Trung đều thua kém Hạng Lương. Mỗi khi ở đất Ngô Trung có việc làm xâu hay tang lễ, Hạng Lương thường đứng ra lo liệu. Ông lén lút dùng binh pháp để tập hợp tân khách và trai tráng ở đấy, và nhờ đó, được biết năng lực của họ.
Tần Thủy Hoàng đi chơi đất Cối Kê, vượt qua Chiết Giang. Hạng Lương và Hạng Vũ cùng đi xem. Tịch nói:
Có thể cướp và thay thế hắn!
Hạng Lương vội bịt miệng Vũ mắng:
Đừng nói bậy! Bị giết cả họ bây giờ!
Nhân việc này Hạng Lương coi Tịch là kẻ khác thường.
Tháng 7, năm thứ nhất đời Tần Nhị Thế (năm 209 TCN), Trần Thắng khởi nghĩa ở Đại Trạch rồi tự xưng là Trương Sở vương. Tháng 9 năm ấy, thái thú quận Cối kê tên là Thông, nói với Hạng Lương:
Dân giang Tây đều làm phản, nay chính là lúc trời tiêu diệt nhà Tần. Tôi nghe nói: "Ai đi trước thì làm chủ người khác; ai đi sau thì bị người khác làm chủ". Tôi muốn xuất quân, phong ông và Hoàn Sở làm tướng.
Bấy giờ Hoàn Sở đang trốn tránh trong chốn giang hồ. Hạng Lương vốn muốn khởi binh nhưng không muốn ở dưới quyền Thông, nên nói với Thông:
Hoàn Sở hiện nay đang trốn tránh, chẳng ai biết ở đâu; chỉ có Vũ biết chỗ ở của ông ta mà thôi.
Sau đó ông liền đi ra, dặn Vũ cầm kiếm đứng đợi ở ngoài. Hạng Lương lại quay vào, ngồi với thái thú. Lương nói:
Xin cho gọi Vũ vào để giao cho y mệnh lệnh triệu Hoàn Sở về.
Thông đồng ý. Hạng Lương gọi Vũ vào. Lát sau, Lương đưa mắt ra hiệu cho Vũ, nói:
Làm được rồi đấy!
Vũ liền tuốt kiếm chém đầu thái thú. Lương tay cầm đầu thái thú, mang ấn và dây buộc ấn của thái thú lên người. Bọn môn hạ hoảng hốt, rối loạn. Hạng Vũ giết chết ngót trăm người, cả phủ đều sợ hãi, cúi đầu không dám chống cự. Lương liền triệu tập quan lại và hào kiệt đã quen biết từ trước, hiểu dụ duyên cớ khởi nghĩa rồi trưng quân ở Ngô Trung và sai người thu gọi các trai tráng ở các huyện trong phủ, được 8000 quân tinh nhuệ.
Hạng Lương cất nhắc những hào kiệt ở Ngô Trung làm các chức hiệu úy, hậu, tư mã. Có một người không được dùng, đến nói với Hạng Lương. Ông đáp:
Trước đây có một lễ tang, ta cắt ông làm một việc gì đấy mà ông làm không xong, vì vậy ta không dùng ông...
Mọi người đều phục. Lương bèn làm thái thú Cối Kê, cho Hạng Vũ làm tì tướng, chiêu hàng các huyện trong quận.

## Tiêu diệt Tần Gia
Thiệu Bình theo lệnh Trần Vương đi chiêu hàng đất Quảng Lăng, nhưng chưa hạ được thành. Nghe tin Trần Vương thua chạy, quân Tần sắp đến, Bình liền vượt Trường Giang, giả làm mệnh lệnh của Trần Vương, phong Hạng Lương làm Thượng trụ quốc nước Sở và nói:
Đất Giang Đông đã bình định rồi! Tướng quân mau mau đem binh về hướng tây đánh quân Tần!
Hạng Lương nghe theo, bèn đem tám ngàn người, vượt Trường Giang đi về hướng tây. Nghe tin Trần Anh đã lấy được huyện Đông Dương, ông liền cho sứ giả đến giảng hòa để cùng nhau đem quân đi về hướng tây. Sau đó các mãnh tướng Anh Bố, Bồ tướng quân cũng đem quân theo. Số quân được tất cả sáu bảy vạn, Hạng Lương đóng ở Hạ Bì.
Bấy giờ Sở Ẩn vương Trần Thắng đã chết, một tướng khởi nghĩa chống Tần là Tần Gia lập một người tông thất nước Sở là Cảnh Câu làm Sở Giả vương, đóng quân ở phía đông Bành Thành, muốn chống lại Hạng Lương.
Hạng Lương vẫn chưa biết tin Trần Thắng chết, nói với mọi người:
Trần Vương là người khởi nghĩa đầu tiên, vì chiến trận không lợi, nay không biết ở đâu. Bây giờ Tần Gia phản Trần Vương lập Cảnh Câu, tức là phản nghịch vô đạo!
Ông bèn tiến quân đánh Tần Gia. Quân của Tần Gia thua chạy. Hạng Lương đuổi đến Hồ Lăng, Gia quay lại đánh trong một ngày. Gia chết, quân đầu hàng. Cảnh Câu bỏ chạy, chết ở nước Lương. Một số tướng dưới quyền Gia là Dư Phàn quân, Chu Kê Thạch đầu hàng Hạng Lương.
Sau khi đã sáp nhập thêm quân của Tần Gia, Hạng Lương đóng quân ở Hồ Lăng, định đi đến hướng tây đánh Tần.

## Lập Sở Hoài vương
Quân Tần do Chương Hàm chỉ huy đến đất Lật, Hạng Lương sai biệt tướng là Chu Kê Thạch, Dư Phàn quân đánh lại. Dư Phàn Quân tử trận, quân của Chu Kê Thạch thua, bỏ chạy đến Hồ Lăng. Hạng Lương đem quân vào đất Tiết và giết Kê Thạch.
Hạng Lương nghe tin Trần Vương đã chết thật bèn gọi các biệt tướng họp ở đất Tiết để bàn bạc. Bấy giờ Lưu Bang đã khởi binh ở đất Bái, cũng đến họp. Cư sĩ Phạm Tăng, người đất Cư Sào, đã 70 tuổi, xưa nay ở nhà, thích mưu kế lạ, đến nói với Hạng Lương:
Trần Thắng thua là phải lắm. Trong sáu nước bị Tần diệt thì nước Sở là vô tội nhất. Từ khi vua Hoài Vương vào đất Tần rồi không về nữa, người Sở vẫn còn thương xót ông ta cho đến ngày nay. Vì vậy Sở Nam Công nói: "Nước Sở dù chỉ còn ba hộ, nhưng tiêu diệt nhà Tần, chính là nước Sở". Nay Trần Thắng khởi sự không lập con cháu vua Sở mà tự lập làm vương thì tình thế không thể lâu dài được. Bây giờ ngài khởi nghĩa ở Giang Đông, các tướng nước Sở kéo đến theo ngài như ong về tổ, là vì nhà ngài đời đời làm tướng nước Sở, họ cho rằng ngài có thể lập lại con cháu vua Sở làm vua.
Hạng Lương cho là phải, bèn tìm người cháu của Sở Hoài Vương tên là Tâm, đang chăn dê cho người ta, lập làm Sở Hoài Vương để thỏa lòng mong mỏi của dân chúng. Hạng Lương tự xưng là Vũ Tín Quân.

## Phá Chương Hàm cứu Tề
Lúc đó Chương Hàm mang quân đánh Nguỵ, Nguỵ cầu cứu Tề. Tề vương Điền Đam mang quân cứu Nguỵ, bị tử trận. Sau đó Nguỵ vương Cữu cũng bị Tần giết, em là Nguỵ Báo chạy sang cầu cứu Sở. Hạng Lương phát cho Báo vài ngàn quân về đánh lại đất Nguỵ. Em Điền Đam là Điền Vinh mang tàn quân bỏ chạy về thành Đông A, Chương Hàm mang quân đuổi theo đánh Điền Vinh, Vinh cũng cầu cứu Hạng Lương.
Khi viện binh của Hạng Lương chưa đến thì người nước Tề nhân khi Điền Đam chết đã lập em Tề vương Kiến thời Chiến Quốc là Điền Giả lên ngôi.
Được mấy tháng, Hạng Lương đem quân đánh Tần để cứu Điền Vinh. Trước hết ông đánh thành Cang Phủ, sau đó đem quân cứu Đông A, phá tan quân Tần ở Đông A. Chương Hàm thua trận bỏ chạy.
Giữa lúc đó Hạng Lương muốn tập hợp thêm quân của Vinh để truy kích Chương Hàm thì Điền Vinh lại đem quân về đuổi vua Tề là Điền Giả. Giả chạy trốn sang nước Sở. Tướng quốc của Giả là Điền Giác chạy trốn khỏi nước Tề ở lại nước Triệu. Người em của Giác là Điền Nhàn trước kia là tướng nước Tề ở lại nước Triệu không dám về. Điền Vinh lập con của Điền Đam, tên là Điền Thị, làm Tề Vương.
Sau khi đã đánh phá quân Tần ở gần Đông A, Hạng Lương đuổi theo quân Tần. Mấy lần ông sai sứ giả giục Điền Vinh đem binh của nước Tề đến để cùng kéo quân sang hướng tây đánh Chương Hàm. Điền Vinh nói:
Nước Sở có giết Điền Giả, nước Triệu có giết Điền Giác, Điền Nhàn thì ta mới đem quân đến.
Hạng Lương nói:
Điền Giả là vua một nước giao hiếu với ta, cùng đường phải chạy đến đây theo ta, ta không nỡ giết.
Nước Triệu cũng không giết Điền Giác, Điền Nhàn để mua chuộc nước Tề, cho nên Tề không chịu đem quân đến giúp nước Sở.
Hạng Lương sai Hạng Vũ và Lưu Bang đem binh đi theo đường riêng đến Thành Dương rồi đánh phá các thành Bộc Dương, Định Đào, rồi tiến đánh Ung Khâu, đánh quân Tần thua to, chém thứ sử Tam Xuyên là Lý Do.

## Tử trận ở Định Đào
Năm 207 TCN, Hạng Lương đem quân từ phía tây đất Đông A qua hướng bắc đến Định Đào, đánh tan quân Tần lần thứ hai. Nghe tin Hạng Vũ giết được Lý Do, ông càng khinh thường quân Tần và tỏ ra kiêu căng.
Tống Nghĩa bèn can Hạng Lương:
Nếu đánh thắng mà tướng kiêu căng, quân sĩ trễ nải thì sẽ thất bại. Nay binh sĩ đã hơi trễ nải rồi đấy! Quân Tần ngày càng tăng, tôi lo cho ngài!
Hạng Lương không nghe, bèn sai Tống Nghĩa đi sứ nước Tề để giục Điền Vinh ra quân. Giữa đường, Nghĩa gặp sứ giả nước Tề là Cao Lăng Quân, tên là Hiển. Nghĩa hỏi:
Ông định yết kiến Vũ Tín Quân phải không? Tôi cho rằng Vũ Tín Quân thế nào cũng thua. Ông cứ thủng thẳng mà đi sẽ khỏi chết, nếu đi nhanh thì sẽ mắc tai họa đấy!
Tần quả nhiên đem hết quan tiếp viện cho Chương Hàm. Chương Hàm ngậm tăm nửa đêm đánh úp quân Sở một trận tan tành ở Định Đào. Hạng Lương bị tử trận đêm đó.
Về sau cháu Hạng Lương là Hạng Vũ đánh tan quân chủ lực Tần của Chương Hàm. Do Chương Hàm bị vua Tần bức bách, thực lòng muốn hàng, Hạng Vũ thu dụng làm tướng để diệt Tần. Sau đó Hạng Vũ trở thành người đứng đầu các chư hầu, xưng hiệu là Tây Sở Bá vương.
Hạng Lương chính là điểm gạch nối giữa Trần Thắng và Hạng Vũ trong phong trào tiêu diệt nhà Tần tàn bạo. Khi Trần Thắng thất bại, lực lượng tự phát đứng ra kế tục của Tần Gia và Cảnh Câu quá yếu ớt trước sức mạnh của Chương Hàm. Hạng Lương nổi dậy đã quần tụ, thống nhất các lực lượng đánh Tần (tại nước Sở), đồng thời trở thành thủ lĩnh chung của các chư hầu trong phong trào chống Tần. Hạng Vũ đã kế tục xuất sắc vai trò của ông trong việc tiêu diệt nhà Tần.